# PORON

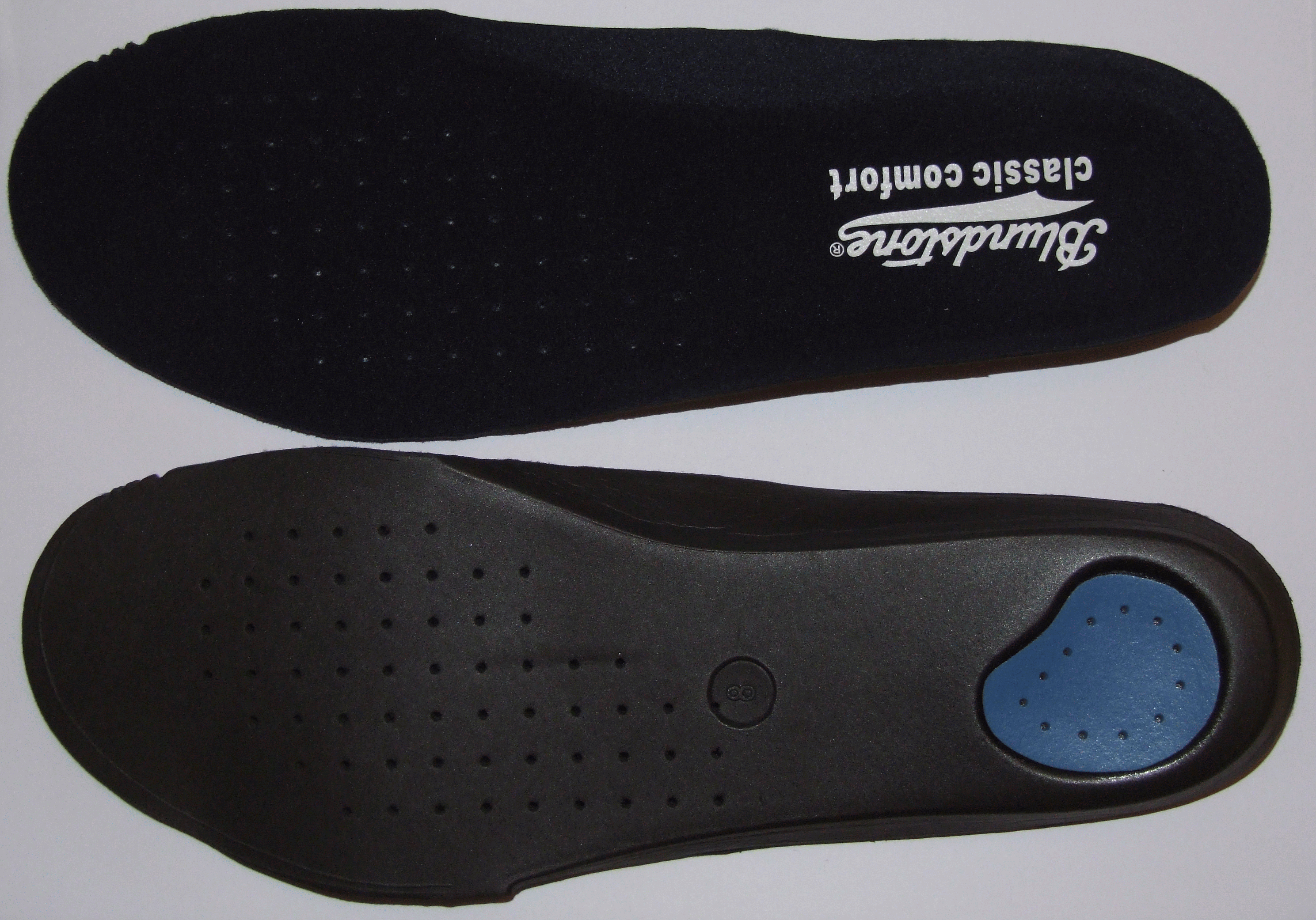
Przykład zastosowania pianki PORON we wkładkach do butów – Niebieski element w części pięty to pianka PORON

PORON - ultra cienka, mikroporowata pianka poliuretanowa produkowana przez Rogers Corporation. 
PORON stosuje się jako materiał amortyzujący i absorbujący energię. Amortyzujące pianki PORON stosuje się w elektronice, przemyśle precyzyjnym, samochodowym, obuwniczym itp.